# Philadelphia Field Club
Philadelphia Field Club foi um clube de futebol norte-americano com sede na Filadélfia, Pensilvânia. Entre 1921 e 1929, disputou a American Soccer League.

## História
Philadelphia FC foi um clube inaugural da American Soccer League com sede na Filadélfia, Pensilvânia . Antes da temporada, os donos do poderoso Bethlehem Steel FC decidiram separar o clube e formar o Philadelphia FC. O clube recontratou a maioria dos melhores jogadores de Belém e jogadores de outros lugares. Não surpreendentemente, a equipe ganhou o primeiro campeonato ASL. Após a temporada, a administração separou o time vendendo muitos de seus melhores jogadores devido a problemas financeiros e falta de suporte. A equipe então voltou para Bethlehem.
Depois que o Philadelphia FC voltou a Belém, um novo time também chamado Philadelphia FC juntou-se à American Soccer League para sua segunda temporada. A nova equipe era o oposto da poderosa Bethlehem definhando na parte inferior da tabela. Após a temporada 1926/27, a equipe foi comprada por uma nova administração, que comprou os maiores talentos da Irlanda e rebatizou o clube Philadelphia Celtic . A onda de gastos deixou os proprietários em dificuldades financeiras e o clube faliu e foi suspenso pela liga depois de jogar apenas 10 jogos no primeiro semestre da temporada 1927/28.
O clube retorna com o nome anterior no ano seguinte depois que o Philadelphia Celtic foi suspenso, disputando apenas uma temporada. Logo depois, o Bridgeport Bears juntaram-se à American Soccer League no outono de 1929. Depois de apenas seis jogos, o time mudou-se para a Filadélfia para se tornar outro Philadelphia Field Club . Eles jogaram mais oito jogos antes de a temporada ser suspensa devido à fusão da ASL e da Eastern Soccer League.

## Estatísticas

### Participações
|  | Participações em 2020 |

| Competição     | Competição             | Temporadas | Melhor campanha   | Estreia | Última    | P | R |
| Estados Unidos | American Soccer League | 9          | Campeão (1921/22) | 1921/22 | Fall 1929 |   | – |